# 牧哲史
牧 哲文（まき てつふみ）は、日本の国土交通技官、技術士。名古屋高速道路公社副理事長などを経て、一般財団法人地域開発研究所所長、株式会社富士ピー・エス執行役員。

## 人物・経歴
愛知県名古屋市生まれ。1982年名古屋工業大学工学部土木工学科卒業、建設省入省。1998年建設省四国地方建設局松山工事事務所長。2000年建設省四国地方建設局企画調査官。2003年国土技術研究センター調査第三部参事・ITS企画推進室長。2004年国土交通省総合政策局建設業課建設業技術企画官。2006年道路保全技術研究所企画部長・主任研究員。2008年国土交通省都市・地域整備局大都市圏整備課関西文化学術研究都市建設推進室長。同年国土交通省都市・地域整備局都市・地域政策課広域都市圏整備室長。
2010年愛知県建設部建設総務課付。2012年国土技術政策総合研究所企画部評価研究官。2013年国土交通省東北地方整備局仙台河川国道事務所長、仙台市水防協議会委員。2015年愛知県建築部建設総務課付、名古屋高速道路公社副理事長、土木学会中部支部商議員。2017年国土交通省大臣官房付、退官、地域開発研究所常務理事。地域開発研究所所長を経て、2023年富士ピー・エス執行役員土木本部副本部長（関東駐在）。中小企業診断士、情報処理技術者、技術士 (建設部門)（総合技術管理部門）。